# 苑姓
苑姓始源于商朝，商王武丁封其子文（一作支）為「苑侯」（今河南省新郑县一带）其后代以爵名为氏，其二受封于苑（皇家花园称之为苑），其后因以为姓，故武丁即为苑姓之始祖，歷史約有3100年。另外，還有一支苑姓出自姜姓，為春秋時齊大夫苑何忌之後。姜姓苑氏的歷史大約有2500年。
周武王滅商後，苑國亡，苑姓族人於周代後集居於河北涿州、湖北荊門、山西朔州。此苑城（今河南南陽）、苑丘（今河南淮陽）、苑亭（今河南長垣西南）、苑陽（今河北臨漳西）、苑平（今北京南郊）等地都有苑姓人聚居。後經兩漢及三國，以居於范陽郡、永寧郡和馬邑郡的苑姓較為昌盛。三國時期，吳國地域中有部分山越族改姓苑，這也是極少數外族改苑姓的例子。自南北朝因時局動蕩，苑姓族人開始南移，至隋唐時，苑姓已分佈於今浙江、江蘇、安徽、江西、湖北、湖南、四川等廣大南方省份。明朝時，苑姓大約不足1萬，主要分佈地仍在河北、山東、河南等。人。明清時，苑姓有進入今西南、華南、東北之地者，臺灣島也有苑姓遷入。
當代苑姓總人口大約有22萬，在中國大陸排271位（約占0.018%）。苑姓多集中於华北和中原一带。河北為苑姓第一大省，佔了苑姓人口的34%；河北、河南、山東三省合計則佔了58%。
按《古今姓氏書辨證、黨固傳》中記載，有許多姓出姓「苑」。如：勸、運、藝、毳、故、暮、住、據、幽、昫、澤、𨞓（音:郁）、圃、敘、咀、矢、履、親、隴、勇、辯、遣、銑、衍、啟、科、人、政、悼、北姓、王里、虎夷、牟孫、平陵、平寧、羌兀、霜鄉、新和、新孫、固孫、問薪、問弓等。此書還記載：姓苑曰，今遼東有鏤，姓苑曰，東莞人，出姓苑，廬江人變氏遼東人。 又苑姓與武、宋等姓為同宗，尤與武姓血液關係最為密切。

## 郡望
- 范陽郡：三國魏時置，故治在今河北涿州。
- 永寧郡：南朝宋改長寧為永寧郡，治長寧，故城在今湖北荊門西北。
- 馬邑郡：北魏朔州，隋置郡，治善陽，今山西朔州。

## 历史名人
- 苑何忌：《左传》中齐国大夫。
- 苑康：字仲真，为名士“八及”之一，官颍阴令、太山太守。
- 苑镇：汉荆州刺史，《金石录》有《汉荆州刺史苑镇碑》。
- 苑君璋：唐朝貞觀年间封芮国公，谥号忠。
- 苑咸：苑君璋之后，唐玄宗时诗人，官中书舍人、安陆郡太守。
- 苑论：字言扬，苑咸之孙，苑论进士第一，柳宗元作《送苑论登第后归觐诗序》相贺。
- 苑䛆：苑咸之孙，唐朝诗人，《全唐诗》录有《暗投明珠》一诗。
- 苑玫：五代楚淮南节度副使。
- 苑金函：國民黨空軍抗日英雄，空軍中將。
- 苑国辉：共产党空军抗美援朝英雄，空军中将。

## 現代人物
- 苑舉正，臺灣大學哲學系教授。
- 苑琼丹，香港影视演员。
- 苑林峰，日本华人企业家。

## 延伸阅读
[在维基数据编辑]
 《欽定古今圖書集成·明倫彙編·氏族典·苑姓部》，出自陈梦雷《古今圖書集成》